# 7629 Foros
7629 Foros eller 1977 QK1 är en asteroid i huvudbältet som upptäcktes den 19 augusti 1977 av den rysk-sovjetiske astronomen Nikolaj Tjernych vid Krims astrofysiska observatorium på Krim. Den har fått sitt namn efter Foros, en plats på Krimhalvön.
Asteroiden har en diameter på ungefär 2 kilometer och den tillhör asteroidgruppen Nysa.